# 최예근
최예근(1997년 1월 15일 ~ )은 대한민국의 싱어송라이터이다.

## 음반 목록

### 싱글
- "못살 것 같다" (2012)
- "Super Moon" (2015)
- "까만 얘기" (2016)
- "어른"
- "자각몽"

## 출연 작품

### 텔레비전 프로그램
- 《K팝스타 2》 (2012-2013) - TOP8
- <싱어게인> 참가자 23호 - TOP10(10위)